# Team Ljubljana Gusto Santic
Team Ljubljana Gusto Santic (UCI koda ekipe: LGS) je slovenski kolesarski klub, ustanovljen leta 1949 kot Rog Ljubljana, ki od leta 2005 tekmuje na nivoju kontinentalnih dirk.

## Uspehi

### Mednarodne dirke
2005
1. etapa Istrska pomlad, Jure Kocjan
2006
6. etapa Dirka po Slovaški, Matic Strgar
Dirka po Vojvodini, Jure Kocjan
Trofeo Bianchin, Matic Strgar
2007
Beograd-Banja Luka I, Matej Gnezda
GP Kooperativa, Kristjan Fajt
2008
Cronoscalata Gardone Valtrompia, Robert Vrečer
Giro del Medio Brenta, Robert Vrečer
Ljubljana–Zagreb, Robert Vrečer
Dirka po Vojvodini I, Robert Vrečer
Trofeo Bianchin, Robert Vrečer
2009
Istrska pomlad, Mitja Mahorič
4. etapa Po poteh kralja Nikole, Bostjan Rezman
2010
Gran Premio della Liberazione, Jan Tratnik
Coupe des Nations Ville de Saguenay, Luka Mezgec
2012
Piccolo Giro di Lombardia, Jan Polanc
2013
Giro del Friuli-Venezia Giulia, Jan Polanc
4. etapa, Jan Polanc
2. etapa Dirka po Češki, Luka Pibernik
2014
Banja Luka–Beograd I, Martin Otoničar
2016
5. etapa Dirka po Madžarski, Rok Korošec
2017
2.etapa Dirka po Madžarski, Žiga Jerman
2018
Gent–Wevelgem Juniors, Žiga Jerman
Giro della Regione Friuli Venezia Giulia, Tadej Pogačar
2019
3. etapa Dirka po Japonski, Ben Hill

### Državna prvenstva
2006
 Državno prvenstvo Slovenije v vožnji na čas, Kristjan Fajt
2010
 Državno prvenstvo Hrvaške v vožnji na čas, Matija Kvasina
2013
 Državno prvenstvo Slovenije v cestni dirki, Luka Pibernik
2021
 Državno prvenstvo Hrvaške v cestni dirki, Viktor Potočki